# Глинка (Брянская область)
Глинка — деревня в Дубровском районе Брянской области, в составе Сещинского сельского поселения. Расположена в 2 км к северу от посёлка Сеща. Население — 29 человек (2010).

## История
Упоминается с XVIII века как сельцо (другое название — Никольское), первоначально входила в Брянский уезд; с 1776 по 1929 в Рославльском уезде Смоленской губернии (с 1861 — в составе Радичской волости, в 1924—1929 в Сещинской волости), с 1929 в Дубровском районе.
До 1959 года входила в Радичский сельсовет.

## Население
| 2010 | 2013 |
| ---- | ---- |
| 24   | ↘20  |

## Инфраструктура
Личное подсобное хозяйство.

## Транспорт
Доступна автомобильным и железнодорожным транспортом.
Остановка общественного транспорта «Глинка». Автобусное сообщение (на январь 2021) с автостанции Дубровка маршрута 115.
Примерно в 3 км по автодороге находится железнодорожная станция Сещинская.